# Paňovce
Paňovce (maďarsky Pány) jsou obec na Slovensku v okrese Košice-okolí. Žije zde 622 obyvatel. Rozloha katastrálního území činí 20,68 km².
První písemná zmínka pochází z roku 1274. V obci se nachází kostel římskokatolické církve sv. Kateřiny Alexandrijské. Autorem oltářního obrazu z roku 1763 je významný barokní malíř J. L. Kracker.
V obci se nachází také neoklasicistní stavba kostela reformované církve.